# Estádio Lundrigão
Estádio Lundrigão – stadion piłkarski, w Caaporã, Paraíba, Brazylia, na którym swoje mecze rozgrywa klub América Futebol Clube (Caaporã).